# Feuille-morte du chêne
Gastropacha quercifolia
Pour les articles homonymes, voir Feuille morte (homonymie).
 (novembre 2018).
Espèce
La Feuille-morte du chêne, Gastropacha quercifolia, est une espèce de lépidoptères appartenant à la famille des Lasiocampidae.

## Description
L'imago a une envergure de 42 à 60 mm chez le mâle, et de 60 à 90 mm chez la femelle. Son aspect imite une feuille morte.

## Biologie
- Période de vol : de juin à août en une ou deux générations.
- Plantes-hôtes : arbres fruitiers ainsi que Quercus, Salix, Berberis, etc.

## Distribution
- Répartition : de l’Europe au Japon[2].
- Habitat : forêts de feuillus, parcs, vergers.

## Sous-espèces
- Gastropacha quercifolia quercifolia (Linnaeus, 1758)
- Gastropacha quercifolia mekongensis de Lajonquière, 1976
- Gastropacha quercifolia thibetana de Lajonquière, 1976